# Бутенев, Николай Фёдорович
Николай Фёдорович Бутенев (1803—1871) — горный инженер, генерал-лейтенант.

## Биография
Родился в дворянской семье члена правления Олонецких горных заводов Фёдора Ивановича Бутенева.
После окончания в 1824 году с серебряной медалью Санкт-Петербургского горного кадетского корпуса был определён на службу на Александровский пушечный завод по надзору за работами в молотовой цех. С 1830 года — надзиратель железных рудников, с 1841 года — помощник начальника Олонецких горных заводов.
С 1843 по 1859 год — управляющий Александровским пушечным заводом. В 1859 году назначен членом Совета и Учёного Комитета Корпуса горных инженеров с присвоением звания генерал-лейтенанта.
В 1867 году назначен начальником Олонецких горных заводов.
В 60-х годах сделал в Географическом обществе сообщение о найденных им в Олонецкой губернии следах каменного века. Им была собрана обширная коллекция орудий каменного века. В 1863 году Бутенев передал коллекцию в Музей антропологии. Являлся автором статей по вопросам геологии Олонецкой губернии.
Оставшаяся после Н. Ф. Бутенева коллекция мистических рукописей была приобретена у наследников Императорской Публичной библиотекой.

## Семья
- Брат — Константин Фёдорович Бутенев (1805—1863), генерал-лейтенант, директор Санкт-Петербургского Технологического института.

## Избранные труды[3]
- Бутенев Н. Ф. Некоторые соображения о первобытных жителях Северной России, по найденным остаткам их быта. — (Записки Имп. Рус. Геогр. о-ва. — 1864. — Кн. 4.).
- Бутенев Н. Ф. Новые правила для отыскивания взброшенных и сдвинутых месторождений полезных минералов. — СПб.: тип. К. Крайя, 1835. — 45 с.